# 側帶隱帶麗魚
側帶隱帶麗魚為輻鰭魚綱鱸形目隆頭魚亞目慈鯛科的其中一種，分布於南美洲阿根廷的淡水流域，體長可達2.8公分，棲息在河川中底層水域，生活習性不明，可作為觀賞魚。

## 擴展閱讀
維基物種上的相關：側帶隱帶麗魚